# Платитроктовые
Платитроктовые (лат. Platytroctidae) — семейство глубоководных лучепёрых рыб из отряда гладкоголовообразных. Встречаются по всему миру, кроме Средиземного моря. Обитают на умеренных глубинах от 300 до 1000 м, и у некоторых из них есть светящиеся органы. Обычно это мелкие и средние рыбы, длиной от 9 до 33 см.

## Классификация
В семейство включают следующие роды:
- Barbantus
- Holtbyrnia
- Matsuichthys
- Maulisia
- Mentodus
- Mirorictus
- Normichthys
- Pectinantus
- Persparsia
- Platytroctes
- Sagamichthys
- Searsia
- Searsioides
- †Vachalia[3]